# 島次郎
島 次郎（しま じろう、1946年4月6日 - 2019年4月9日）は、日本の舞台美術家。

## 経歴
北海道生まれ。武蔵野美術大学卒業。当初は油絵に取り組んでいた。
1970年代から、平面・立体の造形作品に取り組みながら、テント劇団「走狗」で舞台美術に関わった後、1980年代半ばから本格的に舞台美術にたずさわる。
2011年には、「島次郎 舞台美術 1986-2010」と題した展覧会が、座・高円寺地下のギャラリー・アソビバで開催された。
晩年は武蔵野美術大学客員教授、日本工学院専門学校非常勤講師として教鞭もとっていた。
2019年4月9日、悪性リンパ腫のため死去。73歳没。

## おもな受賞
- 1998年 - 第32回紀伊国屋演劇賞個人賞（THE・ガジラ『PW』、『温室の前』、座・新劇『どん底』）[2][8]
- 2001年 - 第28回（2000年度）伊藤熹朔賞（日本舞台美術家協会）（新国立劇場『マクベス』）[9]
- 2002年 - 第9回読売演劇大賞最優秀スタッフ賞（地人会『アンチゴーヌ』など）[2][10]
- 2004年 - 第3回朝日舞台芸術賞（新国立劇場『浮標（ブイ）』、ひょうご舞台芸術『ニュルンベルク裁判』、新国立劇場『世阿彌』[2][5][11]
- 2004年 - 紫綬褒章[2]
- 2013年 - 第20回読売演劇大賞最優秀スタッフ賞（文学座アトリエの会『NASZA KLASA』、新国立劇場『リチャード三世』）[2]
- 2016年 - 旭日小綬章[12]